# Ocrepeira molle
Ocrepeira molle är en spindelart som beskrevs av Claude Lévi 1993. Ocrepeira molle ingår i släktet Ocrepeira och familjen hjulspindlar. Inga underarter finns listade i Catalogue of Life.